# Road House 2
Road House 2 (Originaltitel: Road House 2: Last Call) ist ein US-amerikanischer Actionfilm aus dem Jahre 2006. Es ist die Fortsetzung des Films Road House aus dem Jahre 1989, hat mit diesem aber bis auf den Titel fast nichts gemeinsam. Die Regie führte Scott Ziehl. Das Drehbuch bearbeiteten Hauptdarsteller Jonathan Schaech sowie Richard Chizmar.

## Handlung
Shane ist ein DEA-Agent in New York. Wann immer er einen Fall bearbeitet, versucht er auch Hinweise zu dem Mord an seinem Vater James Dalton zu finden. Unverhofft bekommt er die Nachricht, dass sein Onkel Nate verletzt ins Krankenhaus in Tyree Louisiana eingeliefert wurde, wo er einen Club mit Namen Black Pelican betreibt. Nate ist sein einziger noch lebender Verwandter, zu dem er eine starke Bindung hat, da er bei diesem aufgewachsen ist. Sein Vorgesetzter will ihn nicht nach Louisiana lassen, weil er trotz sechs Monaten Undercover-Einsatz keinen „großen Fisch“ liefern konnte. So nimmt er unbezahlten Urlaub und sucht seinen Onkel auf. Dieser hat Schwierigkeiten mit dem ehemaligen Türsteher Wild Bill, der vorhat, groß ins Drogengeschäft einzusteigen, und dafür den Club übernehmen will, wegen der geografisch günstigen Lage ein Angelpunkt für die Einfuhr und den Weitertransport der Drogen. Dafür würde Wild Bill über Leichen gehen.
Shane stellt sich ihm in den Weg, indem er ihm mit seinen Freunden von der DEA eine Falle stellt und versucht ihn beim Drogendeal zu schnappen. Doch das geht schief und so hat er Polizisten, Wild Bills Leute und schließlich auch noch dessen Big Boss gegen sich, durch den er bei einem Zweikampf erstmals den Namen vom Mörder seines Vaters erfährt. Schützenhilfe bekommt er unerwarteterweise von Wild Bills Cousine Beau, die ihn zwar verführt, aber nur um ihn aus der Schusslinie zu halten, und die am Ende kampfstark die Reihen der Gegner ausdünnt. Er selbst kann im unvermeidlichen Showdown den Mörder (Wild Bill) seines Vaters stellen. Am Ende hat er den Mord an seinem Vater gerächt, den „großen Fisch“ (Big Boss) gefangen und eine Freundin gefunden.